# 3-D
| Críticas profissionais | Críticas profissionais |
| Avaliações da crítica  | Avaliações da crítica  |
| Fonte                  | Avaliação              |
| ---------------------- | ---------------------- |
| AbsolutePunk           | 75%                    |
| Allmusic               | [ 2 ]                  |
| Review Rinse Repeat    | [ 3 ]                  |
| Sputnikmusic           | [ 4 ]                  |

3-D é o álbum de estreia da banda americana de electronicore I See Stars, lançado em 2009. Ele estreou na 176ª posição da Billboard 200, 5ª na Top Heatseekers e 22ª na Top Independent Albums. As faixas "Save the Cheerleader, Save the World" e "The Big Bad Wolf" foram ambas regravadas do primeiro EP deles, Green Light Go!. Os singles "The Common Hours", "3-D" e "Where the Sidewalk Ends" também foram regravados de demos lançadas anteriormente pela banda.

## Faixas
| N.º | Título                                                | Duração |  |
| 1.  | "Project Wakeup"                                      | 2:25    |  |
| 2.  | "The Common Hours"                                    | 3:07    |  |
| 3.  | "3-D"                                                 | 3:11    |  |
| 4.  | "Save the Cheerleader, Save the World"                | 4:06    |  |
| 5.  | "The Big Bad Wolf"                                    | 3:41    |  |
| 6.  | "I Am Jack's Smirking Revenge"                        | 3:08    |  |
| 7.  | "Comfortably Confused"                                | 3:00    |  |
| 8.  | "Where the Sidewalk Ends"                             | 2:25    |  |
| 9.  | "Sing This! (com Bizzy Bone do Bone Thugs-n-Harmony)" | 3:00    |  |
| 10. | "The Ocean"                                           | 1:10    |  |
| 11. | "What This Means to Me"                               | 3:27    |  |

## Músicos
I See Stars
- Devin Oliver – vocais limpos
- Andrew Oliver – bateria, percussão
- Jeff Valentine – baixo
- Brent Allen – guitarra solo
- Jimmy Gregerson – guitarra base
- Zach Johnson – vocal gutural, sintetizador, teclado, programação

Produção
- Cameron Mizell - produção, masterização e mixagem
- James Paul Wisner - pré-produção